# Morpho narcissus
Morpho narcissus är en fjärilsart som beskrevs av Otto Staudinger. Morpho narcissus ingår i släktet Morpho och familjen praktfjärilar. Inga underarter finns listade i Catalogue of Life.